# (15854) Numa
(15854) Numa est un astéroïde de la ceinture principale.

## Description
(15854) Numa est un astéroïde de la ceinture principale. Il fut découvert par Vincenzo Silvano Casulli le 15 février 1996 à Colleverde di Guidonia. Il présente une orbite caractérisée par un demi-grand axe de 2,22 UA, une excentricité de 0,098 et une inclinaison de 5,8° par rapport à l'écliptique.
Il fut nommé en hommage à Numa Pompilius, second roi de Rome qui régna de 715 à 672 av. J.-C..

## Compléments